# Societetshuset i Fredrikshamn

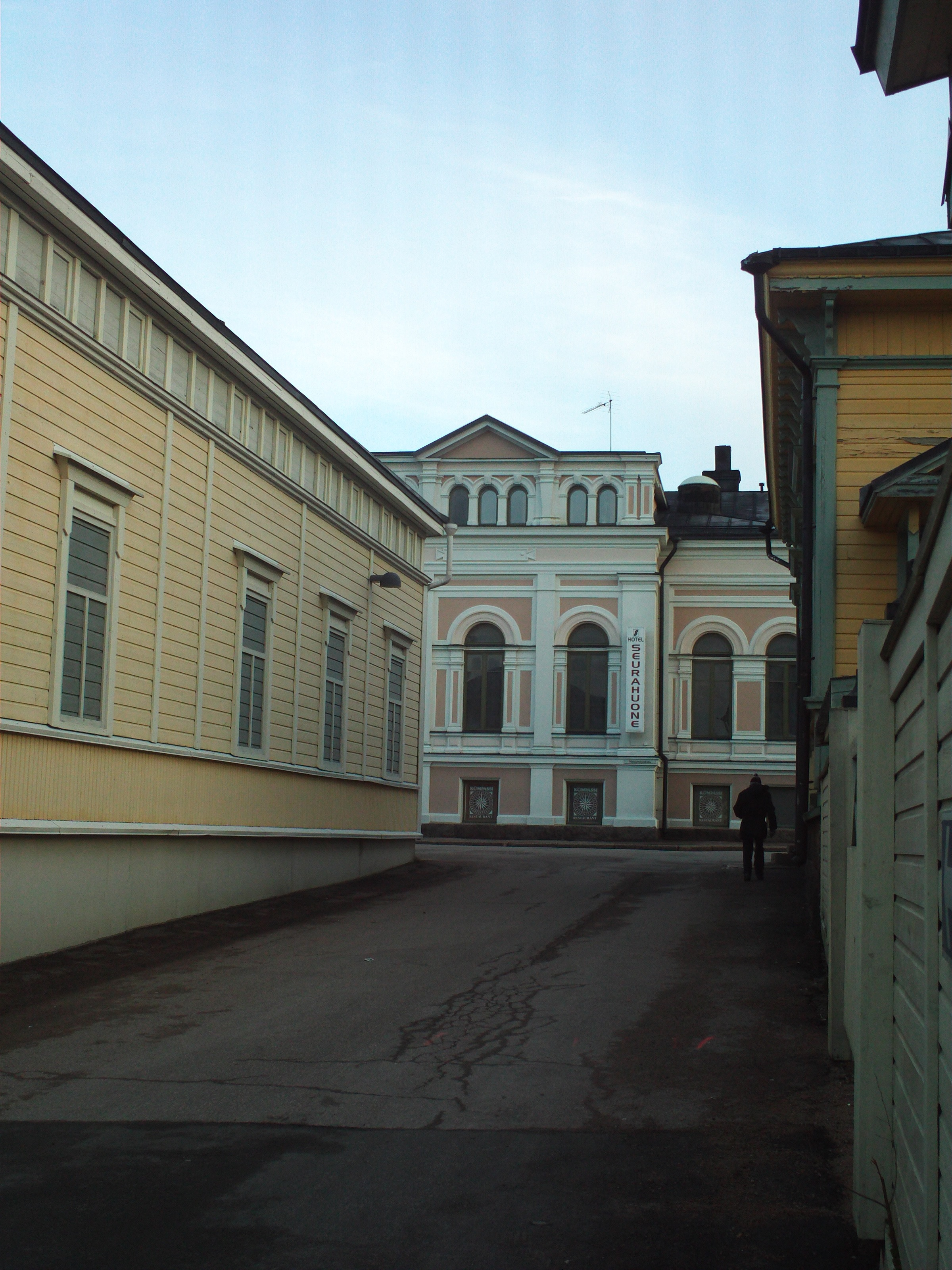
Marknadsgatan mot Hotel Seurahuone på Lilla Ringgatan

Societetshuset i Fredrikshamn, finska; Haminan seurahuone, är ett societetshus i Fredrikshamn i Finland. Det ägdes av Fredrikshamns stad, medan hotell- och restaurangverksamheten drevs av bland annat S-gruppen. I mars 2024 berättade staden att societetshuset har sålts för 11 000 euro.
Societetshuset i Fredrikshamn uppfördes av A W. Meyer och färdigställdes 1890 som hotell och restaurang Meyerska hotellet. Det ritades av arkitektfirman Kiseleff & Heikel (Konstantin Kiseleff och Elia Heikel). Byggnaden var ursprungligen i en våning och höjdes till två våningar 1947. Interiören förstördes delvis i en brand den 24 september 1951, varpå den reparerades. 

## Målningar av Tove Jansson
På kortväggarna i festsalen "Marskens sal" på andra våningen finns två målningar av Tove Jansson, vilka hon påbörjade 1949 och levererades till Fredrikshamns stad 1952, inför stadens 300-årsjubileum 1953. Målningarna är 4,55 meter långa och 150 centimeter höga och målade i äggoljetempera. De föreställer staden och kadetter från staden i en miljö, som är inspirerad av havet. 
Den ena av målningarna har titeln Fredrikshamns historia och den andra En berättelse från havets botten.